# Xu Jiayin
Xu Jiayin (chinesisch 許家印 / 许家印, Pinyin Xǔ Jiāyìn, Jyutping Heoi2 Gaa1jan3, kantonesisch Hui Ka-yan; * 9. Oktober 1958 in Taikang, Provinz Henan, Volksrepublik China) ist ein chinesischer Unternehmer, der im chinesischen Immobilienmarkt mit seinem Unternehmen Evergrande Group aktiv ist.

## Leben

### Herkunft
Xu Jiayin wurde am 9. Oktober 1958 im Dorf Jutaigang, Gemeinde Gaoxian, Kreis Taikang, Henan, geboren. Sein Vater, der der kommunistischen Partei Chinas bereits mit 16 Jahren beitrat, war ein pensionierter Soldat, der in den 1930er und 1940er Jahren am Zweiten Japanisch-Chinesischem Krieg teilnahm. Nach der Gründung des kommunistischen Staates wurde er Lagerarbeiter in seinem Heimatdorf. Xus Mutter starb an einer Blutvergiftung, als er 8 Monate alt war. Er wurde von seiner Großmutter väterlicherseits aufgezogen.

### Ausbildung
1975 schloss er die Schule ab und arbeitete einige Tage in einer Fabrik für Zementprodukte und anschließend zwei Jahre lang zu Hause. Er war Leiter des Produktionsteams. Nach der Hochschulaufnahmeprüfung im Jahr 1978 wurde Hui am Wuhan Institute of Iron and Steel (heute Wuhan University of Science and Technology) als Beauftragter für Hygiene in seiner Klasse angenommen. Er war einer der ersten Studenten an dieser Hochschule. 1982 erwarb er dort den Bachelor in Metallurgie.

### Berufstätigkeit in staatlichen Unternehmen
Als frischgebackener Hochschulabsolvent wurde Hui 1982 als Techniker der Wärmebehandlungsabteilung des staatlichen Unternehmens Wuyang Iron and Steel Company (舞阳钢铁公司) zugewiesen, ein Unternehmen, das zu diesem Zeitpunkt erst vier Jahre bestand. 1983 wurde er dort stellvertretender Direktor und wurde 1985 Direktor. In dieser Funktion war er sieben Jahre tätig. Im Jahre 1987 verlieh das chinesische Ministerium für Metallurgie dem Unternehmen 23 Auszeichnung, sechs davon persönlich an Xu. Nach seinem Rücktritt im Jahr 1992 zog er nach Shenzhen, der neu gegründeten Sonderwirtschaftszone in der südostchinesischen Provinz Guangdong. Dort arbeitete er für das Handelsunternehmen Zhongda (中达) aufgenommen. Ein Jahr später wurde er Präsident der Niederlassung namens Quanda (全达).Am 1. Oktober 1994 zog Hui nach Guangzhou, der Hauptstadt der Provinz Guangdong, und gründete die Guangzhou Pengda Industrial Co, Ltd. (广州鹏达实业有限公司) für die Zhongda-Gruppe. Für Pengda führte er in Guangzhou auch sein erstes Immobilenentwicklungsprojekt, Pearl Island Garden, durch.

### Gründung Evergrande
Im Mai 1996 verließ Hui Ka Yan mit einem Monatsgehalt von 2000 Yuan die Zhongda-Gruppe, nachdem die Verhandlungen mit dem Vorsitzendem dieser Gesellschaft gescheitert waren. Daraufhin gründete er die Evergrande-Gruppe und wurde deren Vorsitzender.
Seit 2003 war er auch Professor für Management in Wuhan. Im Jahr 2008 wurde ihm von der University of West Alabama der Ehrendoktortitel verliehen. In diesem Jahr wurde Xu zum Mitglied der Politischen Konsultativkonferenz des chinesischen Volkes gewählt und gehörte damit zu den Eliten, die die Regierung Chinas beraten. Im Jahr 2009 gelang es dem schnell expandierenden Unternehmen Evergrande, 9 Milliarden USD durch den Börsengang in Hongkong zu realisieren, was zu einer engeren Vernetzung mit einigen reichen Geschäftsleuten in Hongkong führte.

### Rücktritt als CEO
Xu leitete bis Juli 2022 das chinesische Immobilienunternehmen Evergrande Real Estate. Nach Angaben des US-amerikanischen Forbes Magazin gehört er zu den reichsten Chinesen. 2017, auf dem Höhepunkt des Immobilienbooms taxierte Forbes sein Vermögen auf rund 40 Mrd. USD. Sein Firmenimperium soll er im Laufe von mehr als zwei Jahrzehnten mit hohen Krediten und der nicht immer legalen Aneignung von Bauland aufgebaut haben.
Nach vorläufigen Untersuchungen der Dienstleistungssparte des finanziell angeschlagenen Immobilienkonzerns, die seine Beteiligung an der Umleitung von Krediten ergaben, trat er als CEO im Juli 2022, ebenso wie Finanzvorstand Pan Darong, zurück und wurde durch Siu Shawn ersetzt. Er blieb aber weiterhin Chairman.

## Privates
Er wohnt in Guangzhou, ist seit 1983 mit Ding Yumei (chinesisch:丁玉梅) verheiratet, die er bei der Wuyang Iron and Steel Company kennengelernt hat. Sie haben zwei Söhne. Xus Sohn Xu Zhijian ist einer der Vizepräsidenten von Evergrande und hat einen MBA-Abschluss der renommierten Tsinghua-Universität in China. Gerüchten zufolge soll das Paar seit 2023 geschieden sein.